# 오사와촌 (미야기현)
오사와촌(大沢村)은 1889년부터 1955년까지 미야기현 미야기군에 북서부에 위치했던 촌이다. 1955년 2월 1일에 히로세촌과 합병해 미야기촌의 일부가 되었다. 미야기정을 거쳐 센다이시 아오바구의 일부에 해당한다.

## 지리
오사와 촌역은 히로세강이 흐르고 있으며 , 오쿠라강, 이모자와강과의 유역이었다.

## 역사
오사와 촌은, 에도 시대 이래의 1889년에 정촌제 시행과 함께 이모자와 촌과 오쿠라 촌이 합병해 탄생했다. 이때 새롭게 면사무소를 이모자와 촌사무소가 아카사카에 신축했다. 촌사무소는 1952년에 이전했다. 이 건물은 1955년 합병 후 3개월여 동안 새로운 미야기 정사무소로 사용됐다.

## 인구
1889년의 호수는 312호, 인구는 2824명이었다. 인구 조사가 시작된 1920년의 인구는 3907명이었고, 1925년의 인구는 3970명이었다.

## 경제
주산업은 오쿠라 강과 감자와 강의 하류역에 펼쳐진 작은 분지에서의 농업이었으나 산촌인 점, 소비 도시인 센다이와 가깝기 때문에 부업이 활발하였다. 농업에서는 쌀농사와 밭농사가 함께 있었으나 동북 산간이라는 어려운 조건도 있어 흉년 시 쌀이 입는 피해는 심각하였다.예를 들면 1903년에 오자와무라에서는 3223석의 수확이 있었지만, 2년 후의 흉년에서는 46석밖에 수확되지 않았다.그럼에도 메이지 시대 이후 수확량은 점차 증가해 냉해에 대한 내성도 커져 갔다. 쌀 이외의 작물로는 1921년 통계에 따르면 보리가 많고 콩 등이 만들어졌다. 과수에는 감이 있었고, 양잠도 행해졌다.
20세기 전반까지 말 사육이 성행하였으며, 1921년에는 428마리의 말이 있었으며, 소는 끊이지 않았다.20세기 후반에 이르러 이 관계는 역전되어 소 사육이 더 활발해졌다.
1940년경 가마자와 광산이 발견되어 티타늄을 포함한 사철을 생산하였다.소규모 광산으로 1945년 휴산하여 1951년 재개하였다.궁성촌이 된 후인 1957년 휴산하여 1963년 재개하였다.(그 후의 경위는 불명이지만, 2005년 현재는 휴산중이다.

## 참고서적
- 『미야기현 정촌 합병지』(미야기현 지방과, 1958)